# 0xDEADBEEF
0xDEADBEEF – liczba zapisana w systemie szesnastkowym o wartości dziesiętnej 3735928559, którą można przeczytać jak angielskie słowa "dead beef", co można przetłumaczyć jako 'martwa wołowina'.
Dane zapisane w pamięci komputerowej często są reprezentowane szesnastkowo. Większość tak zakodowanych liczb nie wygląda interesująco i nie przyciąga naszego wzroku. Czasami jednak, przydatne jest ustalenie takiej wartości, która będzie łatwo rozpoznawalna (np. przy debugowaniu lub przy korzystaniu z logów), ale nie ma specjalnego zastosowania w programie.
Programiści często używają tej "magicznej liczby", by wykryć powszechne błędy, jak przepełnienie bufora lub niezainicjowane zmienne, podczas używania debugera. Na przykład, kiedy tylko wartość ta pojawi się w zrzucie pamięci, bardzo prawdopodobne, że programista powinien lepiej przyjrzeć się temu miejscu, w którym się pojawiła. Można też umieszczać tę wartość w tych obszarach pamięci, do których program nie powinien mieć dostępu, przez co łatwiej wykryć błędy w wykonaniu kodu.

## Przykłady zastosowania
Wiele wersji 32-bitowych procesorów PowerPC w swoich rejestrach ustala wartość 0xDEADBEEF podczas restartowania. Używano tego w pierwotnych systemach operacyjnych Mac OS i w serii IBM RS/6000.
W języku Java każdy plik klasy skompilowany do kodu pośredniego (z rozszerzeniem .class) zaczyna się ciągiem 0xCAFEBABE.
W systemie operacyjnym Solaris algorytmy detekcji błędów zarządzania pamięcią używają stałych o wartościach:
0xBADDCAFE (kiepska kawa),
0xDEADBEEF oraz
0xFEEDFACE (nakarm buzię).
Nazwą "dead beef attack" określa się również atak przeciwko kryptografii asymetrycznej poprzez opublikowanie klucza, którego ID jest takie samo jak ID innego klucza. Atak działa w przypadku, gdy ofiara nie weryfikuje kluczy i został zademonstrowany przez utworzenie klucza o ID równym 0xDEADBEEF.